# Проходят годы
Проходят годы (исп. Los años pasan) — мексиканская 100-серийная мелодрама с элементами драмы 1985 года производства телекомпании Televisa.

## Сюжет
Телесериал Проходят годы является продолжением мексиканского телесериала Счастливые годы, снятого в 1984 году.

## Создатели телесериала

### В ролях
- Лаура Флорес — Мария
- Мануэль Саваль — Родольфо
- Гильермо Муррай — Алехандро
- Патси — Фабиола Монтесинос
- Марта Рот — Мерседес
- Исабела Корона — Аполония
- Луис Урибе — Густаво
- Фернандо Чангеротти — Армандо
- Барбара Хиль — Урсула
- Руби Ре — Вирджиния
- Альберто Инсуа — г-н Товар
- Аурора Клавель — Чоле
- Аурора Молина — Петра
- Эрнесто Лагуардия — Куко
- Боливар Хак — Лучано
- Ада Карраско — Ленча
- Хорхе Сантос — Артуро
- Эдуардо Диас Рейна — Фелипе
- Беатрис Морено — Фрезия
- Моника Прадо
- Херардо Мургия
- Мария Фернанда Моралес
- Надия Харо Олива
- Глория Морель
- Рикардо Сервантес

### Административная группа
- оригинальный текст: Инес Родена
- либретто: Карлос Ромеро
- адаптация: Валерия Филлипс
- музыкальная тема заставки: Los años pasan
- начальник производства: Анхельи Несма Медина
- ассоциированный продюсер: Эухенио Кобо
- оператор-постановщик: Леопольдо Террасас
- режиссёр-постановщик: Хорхе Санчес-Фогарти
- продюсер: Валентин Пимштейн

## Награды и премии

### TVyNovelas(0 из 1)
| Номинация       | Персона | Итоги премии |
| --------------- | ------- | ------------ |
| Лучшая злодейка | Патси   | проигрыш     |